# Буквик
Буквик (хорв. Bukvik) — населений пункт у Хорватії, у Вировитицько-Подравській жупанії у складі громади Чачинці.

## Населення
Населення за даними перепису 2011 року становило 199 осіб.
Динаміка чисельності населення поселення:

## Клімат
Середня річна температура становить 10,95 °C, середня максимальна – 25,05 °C, а середня мінімальна – -5,56 °C. Середня річна кількість опадів – 751 мм.
| Клімат поселення                              | Клімат поселення | Клімат поселення | Клімат поселення | Клімат поселення | Клімат поселення | Клімат поселення | Клімат поселення | Клімат поселення | Клімат поселення | Клімат поселення | Клімат поселення | Клімат поселення | Клімат поселення |
| Показник                                      | Січ.             | Лют.             | Бер.             | Квіт.            | Трав.            | Черв.            | Лип.             | Серп.            | Вер.             | Жовт.            | Лист.            | Груд.            |                  |
| Середній максимум, °C                         | 6,40             | 8,14             | 12,63            | 16,93            | 21,89            | 25,05            | 24,48            | 24,02            | 19,97            | 14,78            | 9,12             | 5,00             |                  |
| Середня температура, °C                       | 0,43             | 2,16             | 6,64             | 10,94            | 15,90            | 19,06            | 20,96            | 20,50            | 16,45            | 11,27            | 5,59             | 1,49             |                  |
| Середній мінімум, °C                          | −5,56            | −3,82            | 0,65             | 4,95             | 9,92             | 13,09            | 17,43            | 16,97            | 12,93            | 7,74             | 2,06             | −2,03            |                  |
| Норма опадів, мм                              | 46               | 43               | 46               | 58               | 71               | 94               | 68               | 68               | 58               | 65               | 75               | 59               |                  |
| Середньомісячна швидкість вітру, м/с          | 2.16             | 2.41             | 2.70             | 2.60             | 2.31             | 2.12             | 2.10             | 1.90             | 1.91             | 2.01             | 2.12             | 2.21             |                  |
| Середньомісячна сонячна радіація, кДж/м²·день | 4183             | 6935             | 10820            | 15280            | 19281            | 21325            | 22291            | 20172            | 14831            | 9182             | 4725             | 3551             |                  |
| --------------------------------------------- | ---------------- | ---------------- | ---------------- | ---------------- | ---------------- | ---------------- | ---------------- | ---------------- | ---------------- | ---------------- | ---------------- | ---------------- | ---------------- |
| Джерело:                                      |                  |                  |                  |                  |                  |                  |                  |                  |                  |                  |                  |                  |                  |